# Musikjahr 1907
Liste der Musikjahre

◄◄ | ◄ | 1903 | 1904 | 1905 | 1906 | Musikjahr 1907 | 1908 | 1909 | 1910 | 1911 | ► | ►►

Weitere Ereignisse
Dieser Artikel behandelt das Musikjahr 1907.

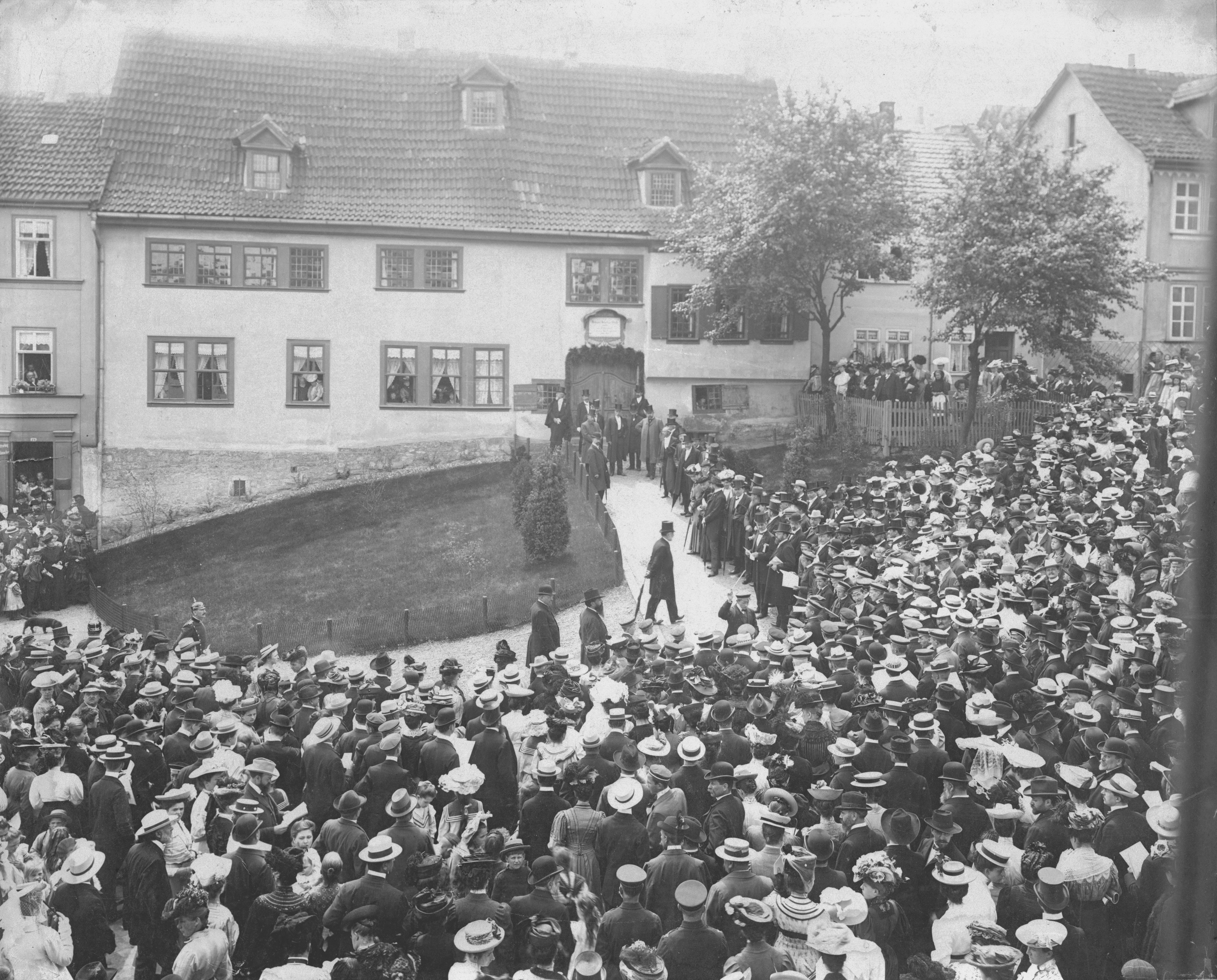
Das Bachhaus Eisenach wird am 27. Mai 1907 eröffnet.

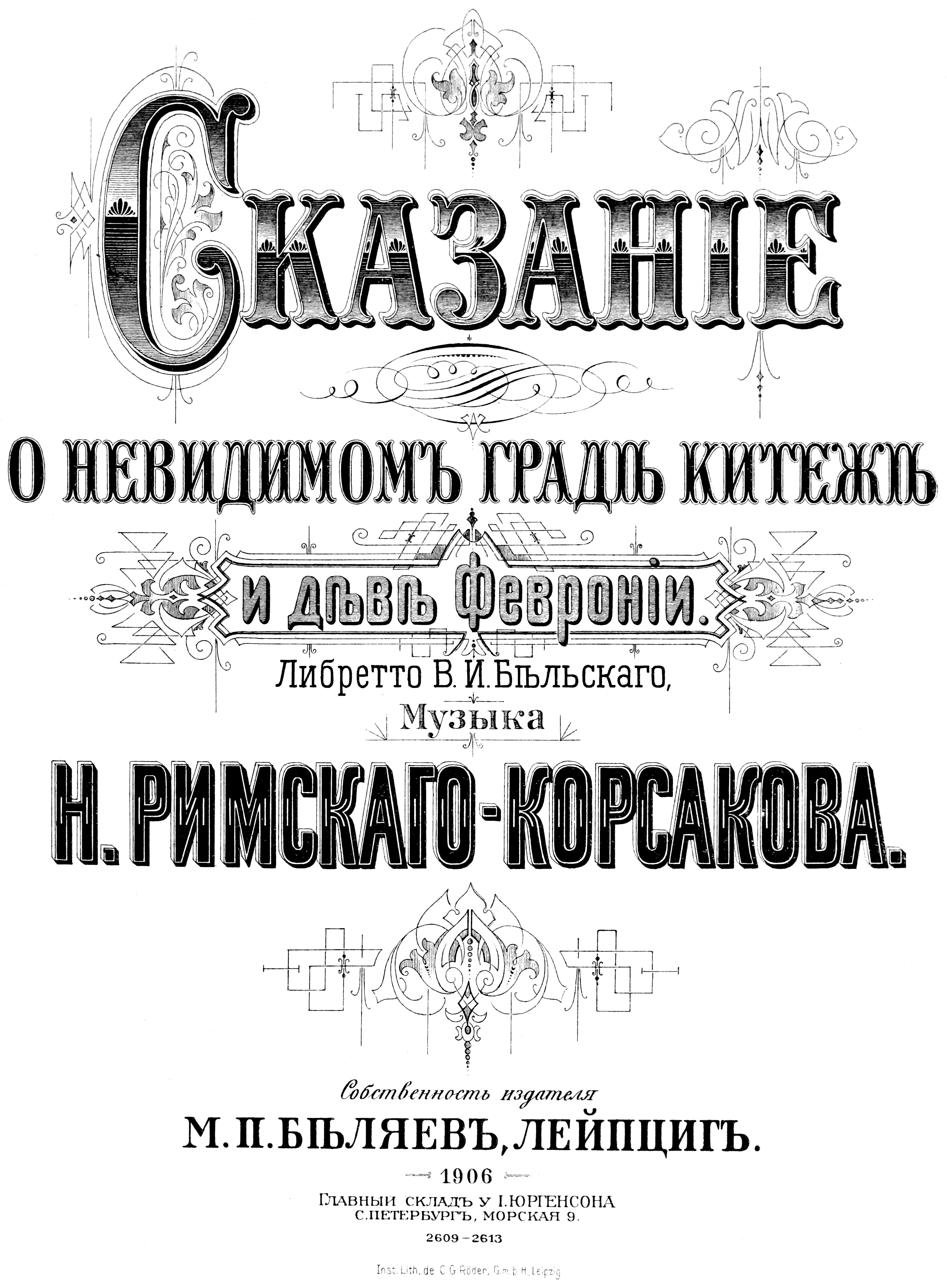
Nikolai Rimski-Korsakow – Die Legende von der unsichtbaren Stadt Kitesch und von der Jungfrau Fewronija – Titelblatt des Klavierauszugs

## Ereignisse
- Thorvald Aagaard wird Leiter des Orchesters Fynske Musikantere [Fünische Musikanten].[1]

## Instrumentalmusik
- 08. Februar: Die 1. Kammersinfonie op. 9 von Arnold Schönberg wird im Großen Saal des Wiener Musikvereins uraufgeführt.
- 24. April: Uraufführung Eine Vision (Meine Jugend) von Franz Lehár im Theater an der Wien
- 11. September: Das zweite Buch der Tanzsuite Iberia. 12 novelles „impressions“ en quatre cahiers für Klavier von Isaac Albéniz wird in Saint-Jean-de-Luz uraufgeführt.
- Die Klaviermusik Images – Livre II von Claude Debussy
- Frederick Delius: Brigg Fair, englische Rhapsodie für Orchester
- Gabriel Dupont: Le chant de la destinée, sinfonische Dichtung, Uraufführung am 27. Oktober
- Das Klavierstück Nocturne von George Enescu
- Präludium und Fuge Nr. 1 D-Dur op. 93 von Alexander Konstantinowitsch Glasunow
- Das String Quartet Nr. 2 JS58 von Charles Ives entsteht.
- Die Rapsodie espagnole mit den Sätzen: Prélude à la nuit; Malagueña; Habanera; Feria von Maurice Ravel wird fertig gestellt.
- Im gleichen Jahr werden auch Zwei Balladen für Gesang und Klavier (op. 12) und der Chorsatz Friede auf Erden für gemischten Chor a cappella op. 13 ebenfalls von Arnold Schönberg herausgebracht.
- Die Klaviersonate Nr. 5 von Alexander Nikolajewitsch Skrjabin entsteht.
- Streichtrio D-Dur op. 21 für 2 Violinen und Viola von Sergei Iwanowitsch Tanejew.
- Leo Weiner: Serenade für kleines Orchester op. 3, wahrscheinlich früheste Aufführung in Köln am 3. Dezember

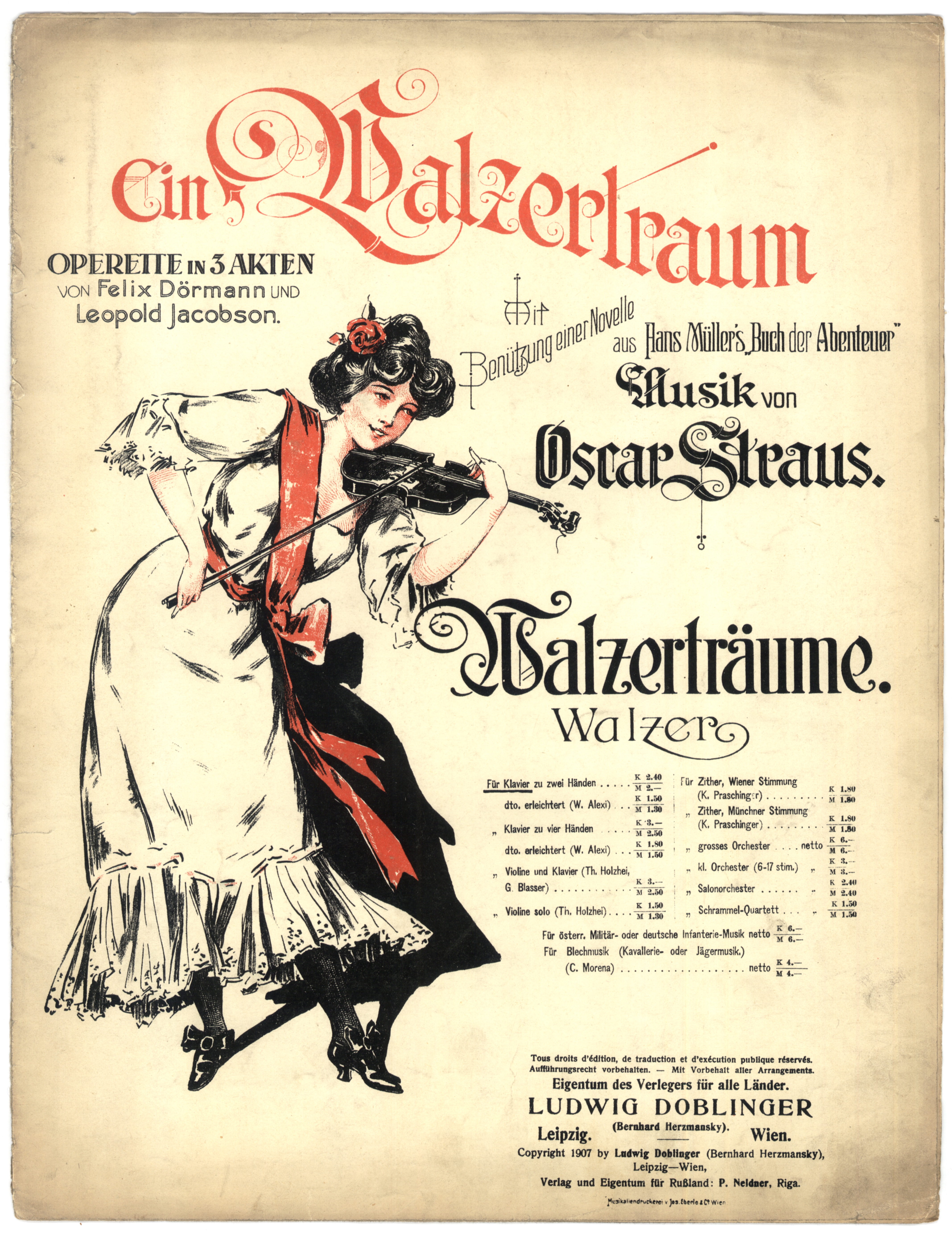
Oscar Straus – Ein Walzertraum – Notentitelblatt

## Musiktheater
- 07. Januar: Die Uraufführung der Operette Mitislaw der Moderne von Franz Lehár im Kabarett Hölle im Theater an der Wien, Wien
- 07. Februar: Uraufführung der Oper Thérèse von Jules Massenet in Monte Carlo
- 20. Februar: Uraufführung der Oper Die Legende von der unsichtbaren Stadt Kitesch und von der Jungfrau Fewronija (Orig.: Skasani je o newidimom grade Kiteshe i dewe Febronii) von Nikolai Andrejewitsch Rimski-Korsakow an der Hofoper in Sankt Petersburg
- 21. Februar: Uraufführung der komischen Oper Romeo und Julia auf dem Dorfe von Frederick Delius an der Komischen Oper Berlin
- 02. März: Die Operette Ein Walzertraum von Oscar Straus mit dem Libretto von Felix Dörmann wird am Carl-Theater in Wien uraufgeführt.
- 15. April: Uraufführung der veristischen Oper Gloria von Francesco Cilea am Teatro alla Scala di Milano
- 10. Mai: Die Uraufführung der Oper Ariane et Barbe-Bleue (Blaubart) von Paul Dukas nach dem gleichnamigen Drama von Maurice Maeterlinck erfolgt an der Opéra-Comique in Paris. Vertreter der Zweiten Wiener Schule äußern sich in der Folge begeistert über das Werk, das jedoch nie besonders populär wird und Dukas’ einzige Oper bleibt.
- 19. Mai: Uraufführung der Oper Die spanische Stunde von Maurice Ravel in der Opéra-Comique in Paris.
- 05. Juni: Uraufführung der Oper Fortunio von André Messager (Musik) mit einem Libretto von Gaston Arman de Caillavet und Robert de Flers an der Opéra-Comique in Paris.
- 27. Juli: Die Uraufführung der Operette Der fidele Bauer von Leo Fall findet in Mannheim unter der Leitung von Robert Stolz statt. Das Libretto des Werks aus der Silbernen Operettenära stammt von Victor Léon.
- 26. Oktober: Uraufführung der Oper Die rote Gred von Julius Bittner in Frankfurt am Main
- 27. Oktober: Uraufführung der Operette Tausend und eine Nacht in der Volksoper Wien. Das Werk ist eine Überarbeitung der Operette Indigo und die 40 Räuber des 1899 verstorbenen Johann Strauss (Sohn). Die Überarbeitung hat Ernst Reiterer vorgenommen.
- 02. November: Die Uraufführung der Operette Die Dollarprinzessin von Leo Fall findet am Carltheater in Wien statt. Das Libretto der zur silbernen Operettenära zählenden Stückes stammt vom Autorengespann Alfred Maria Willner und Fritz Grünbaum.
- 03. Dezember: Uraufführung der komischen Oper Tragaldabas von Eugen d’Albert in Hamburg.
- 17. Dezember: Am Theater in der Josefstadt in Wien wird die Operette Die Försterchristl von Georg Jarno mit Johanna Niese in der Titelrolle uraufgeführt.
- In Wiesbaden wird die Operette Ein tolles Mädel von Carl Michael Ziehrer uraufgeführt.
- Das Bühnenwerk Marcella von Umberto Giordano entsteht.
- Ebenfalls im Jahr 1907 bringt Heinrich Berté die Operetten Der kleine Chevalier (in Dresden) und Der schöne Gardist (in Breslau) heraus.

## Geboren

### Januar bis März
- 02. Januar: Ernst Hainauer, deutsch-britischer Musikverleger († 1970)
- 02. Januar: Salvador Ley, guatemaltekischer Pianist und Komponist († 1985)
- 04. Januar: Ninón de Brouwer Lapeiretta, dominikanische Komponistin († 1989)
- 06. Januar: Roy Hall, US-amerikanischer Old-Time-Musiker († 1943)
- 06. Januar: Stanley Osborne, kanadischer Geistlicher, Musikpädagoge, Autor, Hymnologe und Komponist († 2000)
- 10. Januar: Werner Menke, deutscher Interpret und Musikwissenschaftler († 1993)

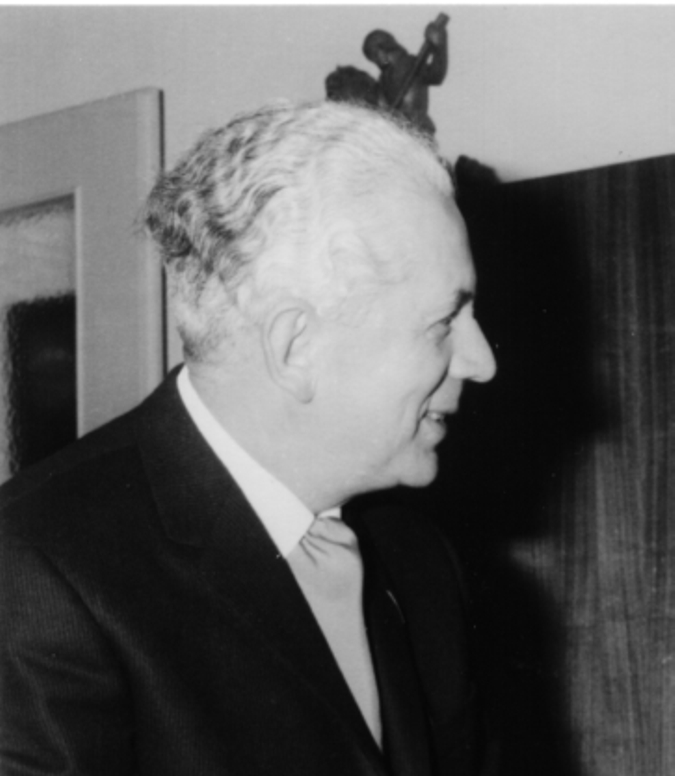
Martin Scherber; * 16. Januar

- 16. Januar: Martin Scherber, deutscher Komponist († 1974)
- 17. Januar: Henk Badings, niederländischer Komponist und Professor († 1987)
- 22. Januar: Ulysse Delécluse, französischer Klarinettist und Musikpädagoge († 1995)
- 23. Januar: Mae Barnes, US-amerikanische Sängerin, Tänzerin und Schauspielerin († 1996)
- 24. Januar: Jean Daetwyler, Schweizer Dirigent und Komponist († 1994)
- 24. Januar: Tuts Washington, US-amerikanischer Blues-Pianist († 1984)
- 26. Januar: Isabel María Luisa Anido González, argentinische Gitarristin, Komponistin und Musikpädagogin († 1996)
- 28. Januar: Paul Durand, französischer Komponist und Arrangeur († 1977)
- 28. Januar: Lew Solomonowitsch Ginsburg, russischer Violoncellist und Musikwissenschaftler († 1981)
- 31. Januar: Helmut Höngen, deutscher Chorleiter, Dirigent und Organist († 2001)
- 01. Februar: Mozart Camargo Guarnieri, brasilianischer Komponist († 1993)
- 03. Februar: Erich Majkut, österreichischer Opern- und Konzertsänger († 1976)
- 12. Februar: Roberta Martin, US-amerikanische Gospelmusikerin († 1969)
- 15. Februar: Jean Langlais, französischer Komponist und Organist († 1991)
- 16. Februar: Alec Wilder, US-amerikanischer Komponist († 1980)
- 20. Februar: Nadine Conner, US-amerikanische Sängerin († 2003)
- 22. Februar: Paula Brivkalne, lettische Opernsängerin (Sopran) († 1990)
- 22. Februar: Zerline Erfurt, österreichische Komponistin, Geigerin, Pianistin und Musikpädagogin († 1990)
- 22. Februar: Rex Stewart, US-amerikanischer Jazzkornettist († 1967)

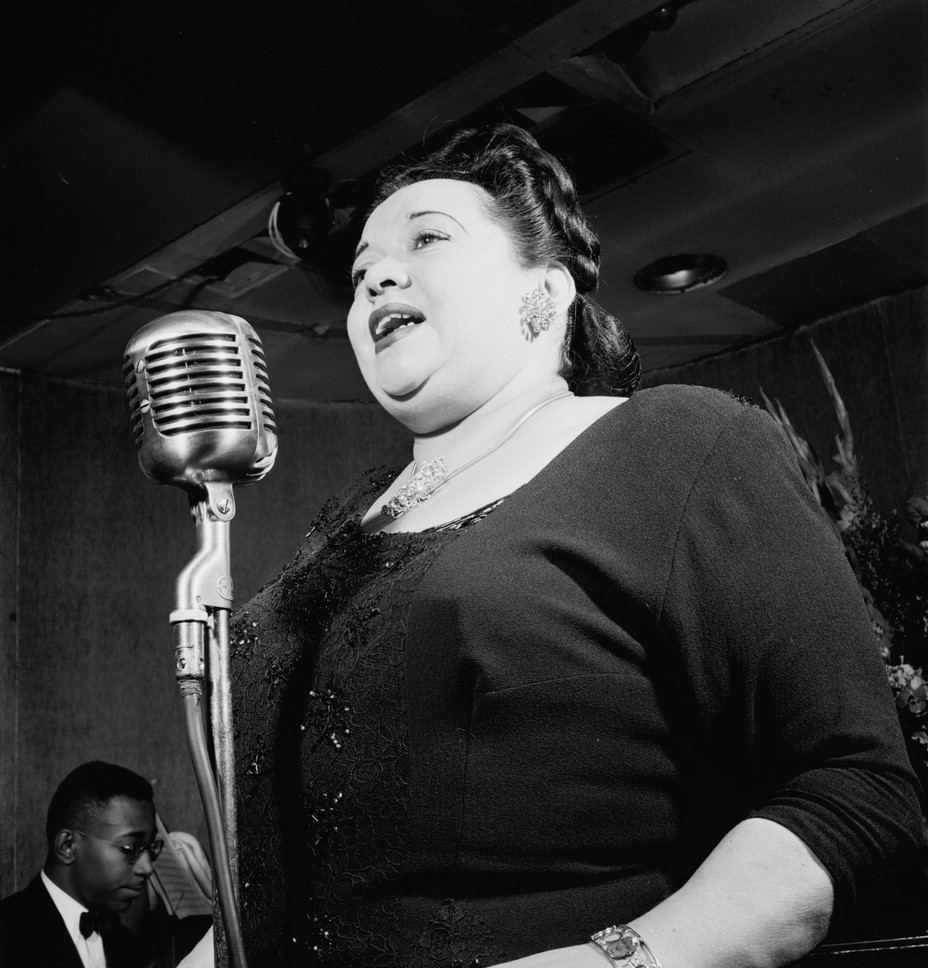
Mildred Bailey; * 27. Februar

- 27. Februar: Mildred Bailey, US-amerikanische Sängerin († 1951)
- 27. Februar: Theo Herrmann, deutscher Opernsänger und Tenor († 1989)
- 28. Februar: Sepp Tanzer, österreichischer Komponist für Blasmusik († 1983)
- 01. März: Albert Ammons, US-amerikanischer Boogie Woogie-Pianist († 1949)
- 07. März: Ludwig Gebhard, deutscher Kirchenmusiker, Komponist und Musikpädagoge († 1993)

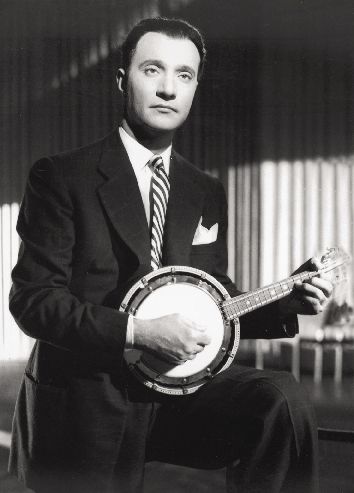
Mohammed Abdel Wahab; * 13. März

- 13. März: Mohammed Abdel Wahab, ägyptischer Sänger und Komponist († 1991)
- 15. März: James Douglas McPartland, US-amerikanischer Jazzkornettist († 1991)
- 18. März: Gabriel Asaad, assyrischer Komponist und Musiker († 1997)
- 19. März: Marc Vaubourgoin, französischer Komponist († 1983)
- 23. März: Gerhart Münch, deutscher Pianist und Komponist († 1988)
- 26. März: Louis Saguer, deutsch-französischer Komponist († 1991)
- 27. März: Juan Francisco Giacobbe, argentinischer Komponist, Musikwissenschaftler und -pädagoge († 1990)

### April bis Juni
- 01. April: Günther Arndt, deutscher Chorleiter und Produzent († 1976)
- 10. April: Abdul Ghafur Breshna, afghanischer Künstler, Komponist und Dichter († 1974)

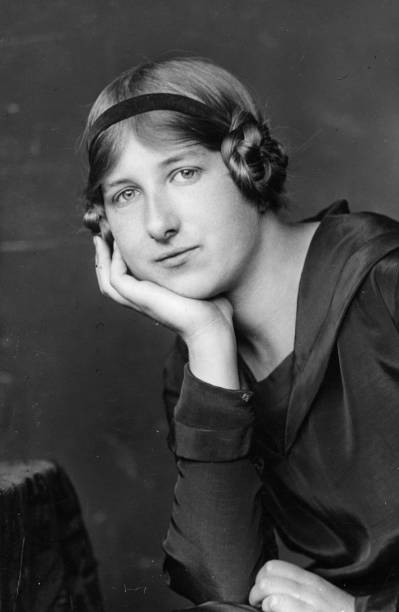
Imogen Holst; * 12. April

- 12. April: Imogen Holst, englische Musikschriftstellerin, Komponistin und Dirigentin († 1984)
- 13. April: Rudolf Gall, deutscher Klarinettist († 1962)
- 14. April: Rudolf Gonszar, deutscher Bassbariton († 1971)
- 17. April: Jeronimas Kačinskas, litauisch-amerikanischer Komponist († 2005)
- 18. April: Miklós Rózsa, ungarisch-amerikanischer Filmkomponist († 1995)
- 20. April: William Dollar, US-amerikanischer Balletttänzer, Ballettmeister und Choreograph († 1986)
- 20. April: Max Kalki, deutscher Violinist, Konzertmeister und Kammermusiker († 1990)
- 21. April: Wade Mainer, US-amerikanischer Old-Time- und Bluegrass-Musiker († 2011)
- 21. April: Antoni Szałowski, polnisch-französischer Komponist († 1973)
- 23. April: Götz Kozuszek, deutscher Dramaturg und Komponist († 1985)
- 24. April: Václav Trojan, tschechischer Komponist († 1983)
- 25. April: Isaac Mamott, kanadischer Cellist und Musikpädagoge († 1964)
- 26. April: Dave Tough, US-amerikanischer Schlagzeuger des Jazz († 1948)
- 27. April: Hans-Otto Schmidt-Neuhaus, deutscher Pianist und Hochschullehrer († 1971)
- 30. April: Josef Julius Böhm, österreichischer römisch-katholischer Priester, Zisterzienser, Kapellmeister und Organist († 1984)
- 05. Mai: Matsudaira Yoritsune, japanischer Komponist († 2001)
- 09. Mai: Miguel Bonano, argentinischer Bandoneonist, Bandleader und Tangokomponist († 2001)
- 11. Mai: Francisco „Pacho“ Rada Batista, kolumbianischer Akkordeonspieler, Komponist und Sänger († 2003)
- 12. Mai: Alma Weiss, deutsch-amerikanische Pianistin und Überlebende der NS-Judenverfolgung († 2001)
- 12. Mai: Friedrich Weißenborn, deutscher Orgelbauer († 1991)
- 14. Mai: Robert Blot, französischer Geiger, Dirigent und Musikpädagoge († 1989)
- 14. Mai: Mauricio Cardozo Ocampo, paraguayischer Komponist († 1982)
- 15. Mai: Sigurd Rascher, deutscher Saxophonist († 2001)
- 18. Mai: Clifford Curzon, britischer Pianist († 1982)
- 20. Mai: El Hajj Muhammad El Anka, algerischer Sänger und Komponist († 1978)
- 24. Mai: Hans Seidl, deutscher Komponist, Musiker und Volksliedsammler († 1973)
- 24. Mai: Alejandro Tobar, kolumbianischer Komponist und Violinist († 1975)
- 25. Mai: Plácido Domingo Ferrer, spanischer Zarzuelasänger (Bariton) († 1987)
- 26. Mai: Kurt Pahlen, österreichischer Dirigent, Komponist und Musikwissenschaftler († 2003)
- 30. Mai: Lora Aborn, US-amerikanische Organistin und Komponistin († 2005)
- 30. Mai: Fernando Arbello, puerto-ricanischer Jazz-Posaunist und Komponist († 1970)
- 30. Mai: Zeno Coste, rumänischer Sänger († 1985)
- 03. Juni: Antonio Emmanuilowitsch Spadawekkia, russischer Komponist († 1988)
- 04. Juni: Marjan Kozina, slowenischer Komponist († 1966)
- 06. Juni: Jascha Brodsky, Geigenlehrer († 1997)
- 07. Juni: Mireille Flery, griechische Sängerin der Stimmlage Sopran († 1986)
- 17. Juni: Gene Sedric, US-amerikanischer Tenorsaxofonist und Klarinettist († 1963)
- 18. Juni: Alice Ruth Elly Abramowitsch, deutsche Tänzerin, Choreografin und Repräsentantin des Modernen Tanzes († 1974)
- 20. Juni: Fritz Winckel, österreichisch-deutscher Pionier der elektronischen Musik († 2000)
- 20. Juni: James Corbitt Morris, US-amerikanischer Songwriter und Musiker († 1998)
- 22. Juni: Doc Paulin, US-amerikanischer Jazzmusiker (Trompete) († 2007)
- 23. Juni: Victor Serventi, französischer Komponist († 2000)
- 24. Juni: José de Lima Siqueira, brasilianischer Komponist und Dirigent († 1985)
- 25. Juni: Wacław Geiger, polnischer Komponist, Dirigent und Musikpädagoge († 1988)

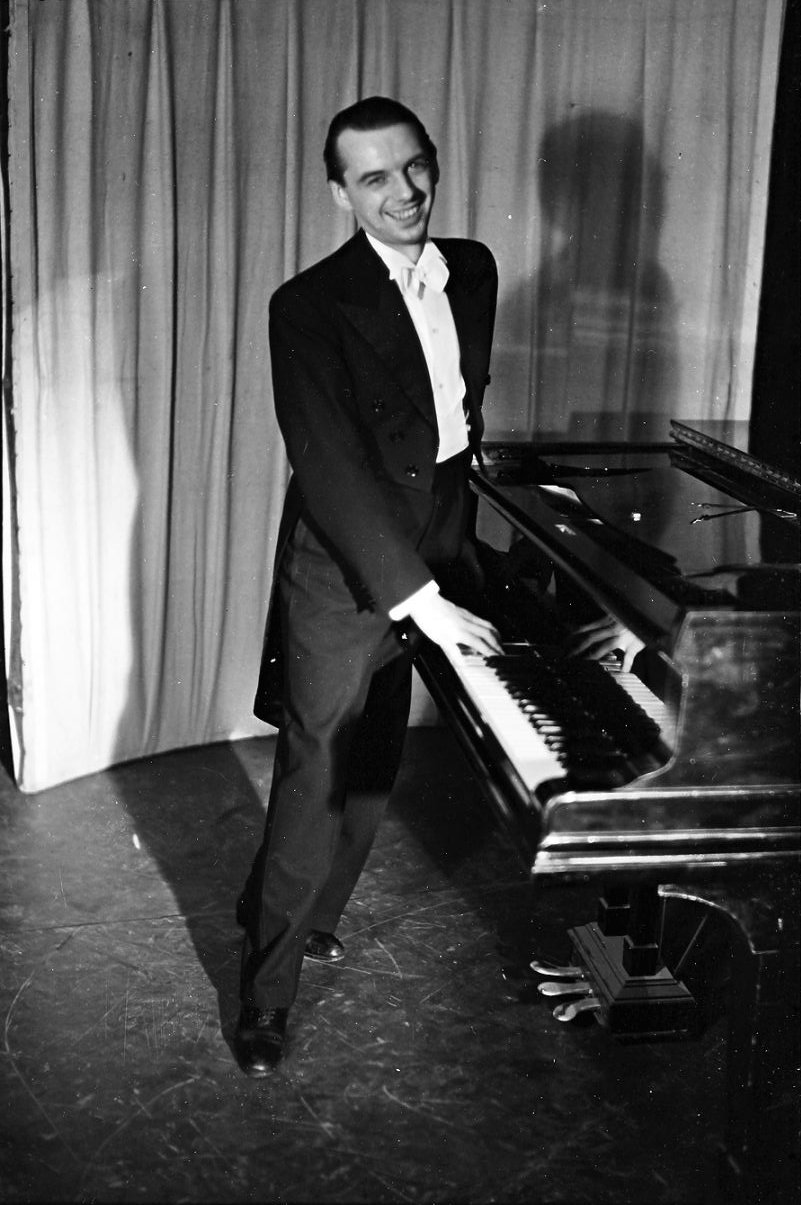
Erwin Bootz; * 30. Juni

- 30. Juni: Erwin Bootz, deutscher Pianist († 1982)

### Juli bis September
- 06. Juli: Irma Handler, deutsche Koloratursopranistin und Gesangspädagogin († 1995)
- 08. Juli: Kishio Hirao, japanischer Komponist († 1953)
- 09. Juli: Abraham Ellstein, US-amerikanischer Komponist von jiddischer Unterhaltungsmusik († 1963)
- 10. Juli: Blind Boy Fuller, US-amerikanischer Blues-Musiker († 1941)
- 13. Juli: Herman Geiger-Torel, kanadischer Opernregisseur und Musikpädagoge († 1976)
- 16. Juli: Saul Goodman, US-amerikanischer Paukist, Komponist und Musikpädagoge († 1996)
- 18. Juli: Yvonne Desportes, französische Komponistin († 1993)
- 19. Juli: Günter Bialas, deutscher Komponist († 1995)
- 22. Juli: Teófilo Ibáñez, argentinischer Tangosänger und -komponist († 1986)
- 25. Juli: Karl Höller, deutscher Komponist († 1987)
- 25. Juli: Dmytro Klebanow, ukrainischer Komponist, Dirigent und Musikpädagoge († 1987)
- 25. Juli: Roland Leduc, kanadischer Cellist, Dirigent und Musikpädagoge († 2001)
- 27. Juli: Gertrude Baby Cox, US-amerikanische Variete-Künstlerin und Jazzsängerin († 1966)
- 28. Juli: Alf Linder, schwedischer Organist und Musikpädagoge († 1983)
- 28. Juli: Leon Prima, US-amerikanischer Jazzmusiker († 1985)
- 29. Juli: Roberto Flores, argentinischer Tangosänger und -komponist († 1981)
- 31. Juli: Roy Milton, US-amerikanischer Blues-Schlagzeuger, Sänger, Songschreiber und Bandleader († 1983)
- 01. August: Ohzawa Hisato, japanischer Komponist († 1953)
- 01. August: Alberto Soifer, argentinischer Tango- und Filmkomponist, Filmproduzent, Hörfunkmoderator, Pianist und Bandleader († 1977)
- 03. August: Greta Kraus, kanadische Pianistin, Cembalistin und Musikpädagogin († 1998)
- 05. August: Adam Kopyciński, polnischer Dirigent, Pianist, Sänger und Komponist († 1982)

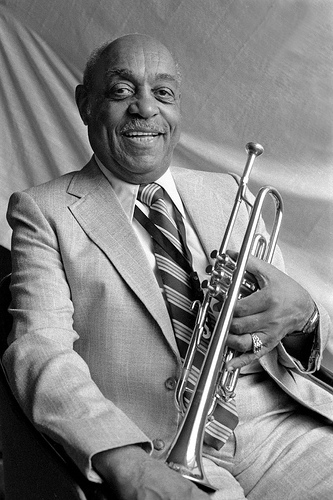
Benny Carter; * 8. August

- 08. August: Benny Carter, US-amerikanischer Jazzsaxofonist († 2003)
- 10. August: Luis Aguirre Pinto, chilenischer Komponist († 1997)

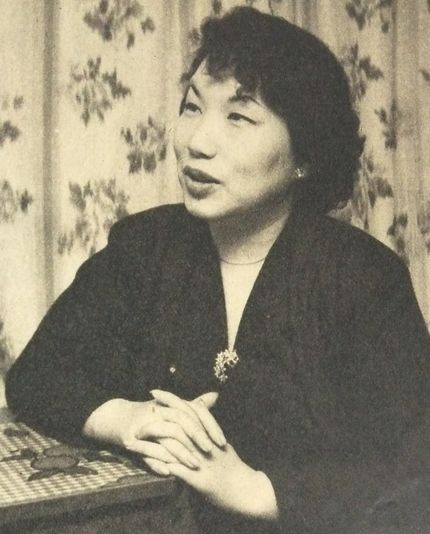
Noriko Awaya; * 12. August

- 12. August: Noriko Awaya, japanische Sängerin († 1999)
- 13. August: Herbert Dresel, deutscher Kaufmann und Journalist († 1987)
- 16. August: Alexander Uriah Boskovitch, israelischer Musikpädagoge und Komponist († 1964)
- 17. August: Zygmunt Mycielski, polnischer Komponist († 1987)
- 23. August: Ludwig Hoelscher, deutscher Cellist († 1996)
- 25. August: Arthur Apelt, deutscher Dirigent und Generalmusikdirektor († 1993)
- 28. August: Nino Taranto, italienischer Schauspieler, Komiker und Sänger († 1986)
- 30. August: Arnaldo D’Espósito, argentinischer Komponist, Dirigent, Pianist und Musikpädagoge († 1945)
- 05. September: Sunnyland Slim, US-amerikanischer Blues-Pianist († 1995)

Ahmed Adnan Saygun; * 7. September

- 07. September: Ahmed Adnan Saygun, türkischer Komponist († 1991)
- 12. September: Paul Scherman, kanadischer Geiger und Dirigent († 1996)
- 17. September: Hilde Scheppan, deutsche Opernsängerin († 1970)
- 18. September: Elza Brandeisz, ungarische Tänzerin und Gymnastiklehrerin († 2018)
- 23. September: Curt Mahr, deutscher Komponist und Akkordeonist († 1978)
- 23. September: Nicola Moscona, US-amerikanischer Sänger griechischer Herkunft († 1975)
- 24. September: Edwin McArthur, US-amerikanischer Dirigent, Pianist und Komponist († 1987)
- 29. September: Gene Autry, US-amerikanischer Country-Sänger und Schauspieler († 1998)

### Oktober bis Dezember
- 01. Oktober: Ryōichi Hattori, japanischer Jazzmusiker, Komponist und Songwriter († 1993)
- 01. Oktober: Ödön Pártos, israelischer Komponist († 1977)
- 05. Oktober: Mrs. Miller, US-amerikanische Sängerin († 1997)
- 06. Oktober: Francisco Gabilondo Soler, mexikanischer Autor, Komponist und Interpret von Kinderliedern († 1990)
- 12. Oktober: Wolfgang Fortner, deutscher Komponist, Kompositionslehrer und Dirigent († 1987)
- 13. Oktober: Herbert Kelletat, deutscher Musiker, Musikwissenschaftler, Organist, Autor und Chorleiter († 2007)
- 27. Oktober: Helmut Walcha, Organist und Cembalist († 1991)
- 28. Oktober: José Dames, argentinischer Bandoneonist, Bandleader und Tangokomponist († 1994)
- 30. Oktober: György Ránki, ungarischer Komponist († 1992)
- 02. November: Sigurd Björling, schwedischer Opernsänger (Bassbariton) († 1983)

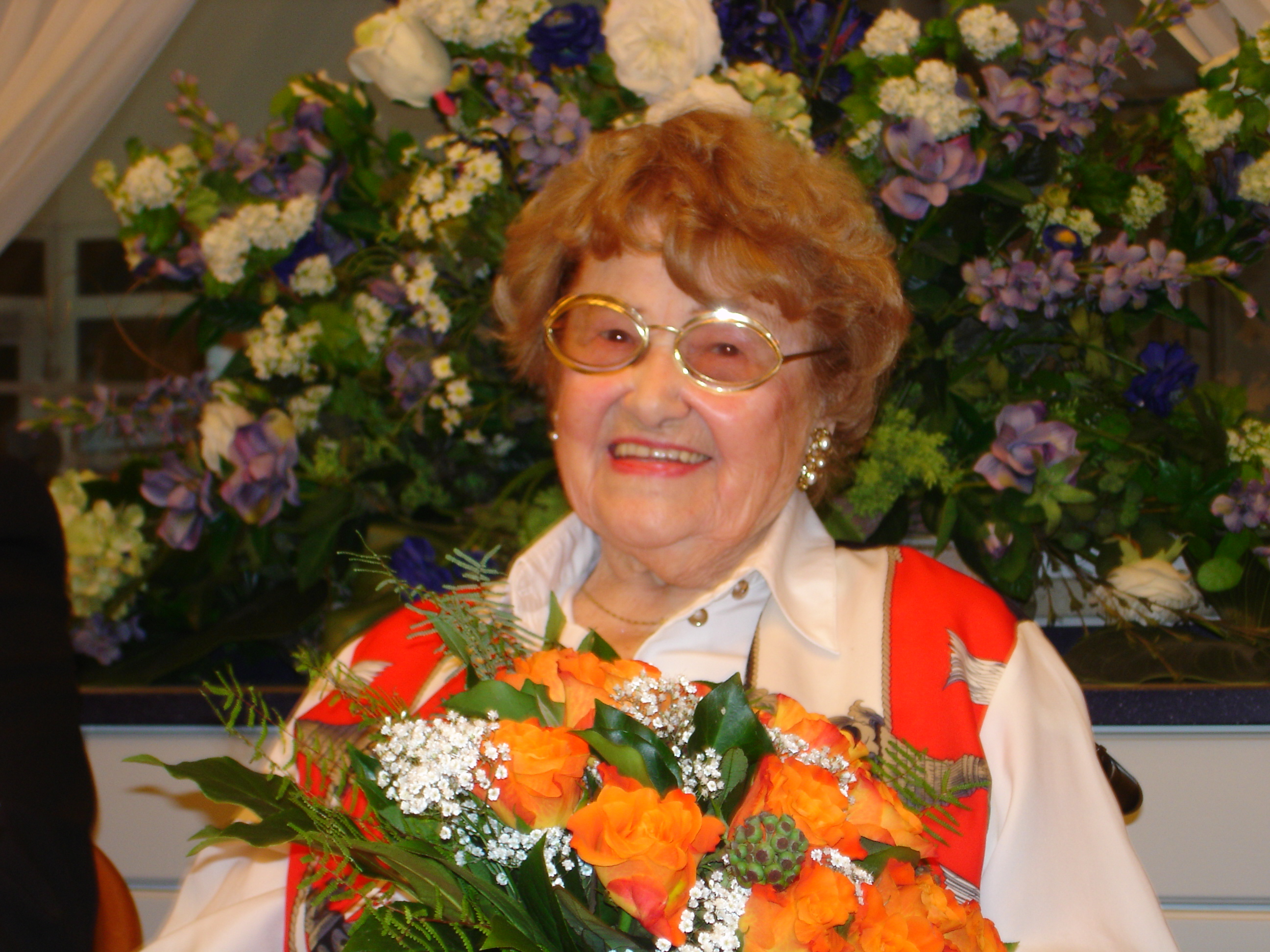
Draga Matkovic; * 4. November

- 04. November: Draga Matković, deutsche Konzertpianistin und Musikpädagogin († 2013)
- 08. November: Eric Dowling, kanadischer Organist und Komponist († 1991)
- 09. November: Burrill Phillips, US-amerikanischer Komponist und Musikpädagoge († 1988)
- 17. November: James Moody, irischer Komponist († 1995)
- 18. November: Compay Segundo, kubanischer Musiker und Sänger († 2003)
- 22. November: Bernard Naylor, englischer Komponist, Organist und Dirigent († 1986)
- 24. November: František Čech, tschechischer Komponist und Dirigent († 1975)
- 30. November: Anton Biersack, deutscher Komponist († 1982)
- 03. Dezember: Connee Boswell, US-amerikanische Blues- und Jazz-Sängerin und Schauspielerin († 1976)
- 08. Dezember: Tony Aubin, französischer Komponist († 1981)
- 09. Dezember: Isolina Carrillo, kubanische Komponistin, Multiinstrumentalistin und Sängerin († 1996)
- 10. Dezember: Oldřich Halma, tschechischer Chorleiter und Komponist († 1985)
- 12. Dezember: Fleurette Beauchamp-Huppé, kanadische Pianistin, Musikpädagogin und Sängerin († 2007)
- 12. Dezember: Stanisław Golachowski, polnischer Musikwissenschaftler und -pädagoge († 1951)
- 16. Dezember: Berta Solomonowna Maranz, sowjetische und russische Pianistin († 1998)
- 18. Dezember: Mariano Drago, slowenischer Dirigent, Musikpädagoge und Komponist († 1986)
- 20. Dezember: Cousin Joe, US-amerikanischer Blues-Musiker († 1989)
- 22. Dezember: Irene Britton Smith, US-amerikanische Komponistin († 1999)

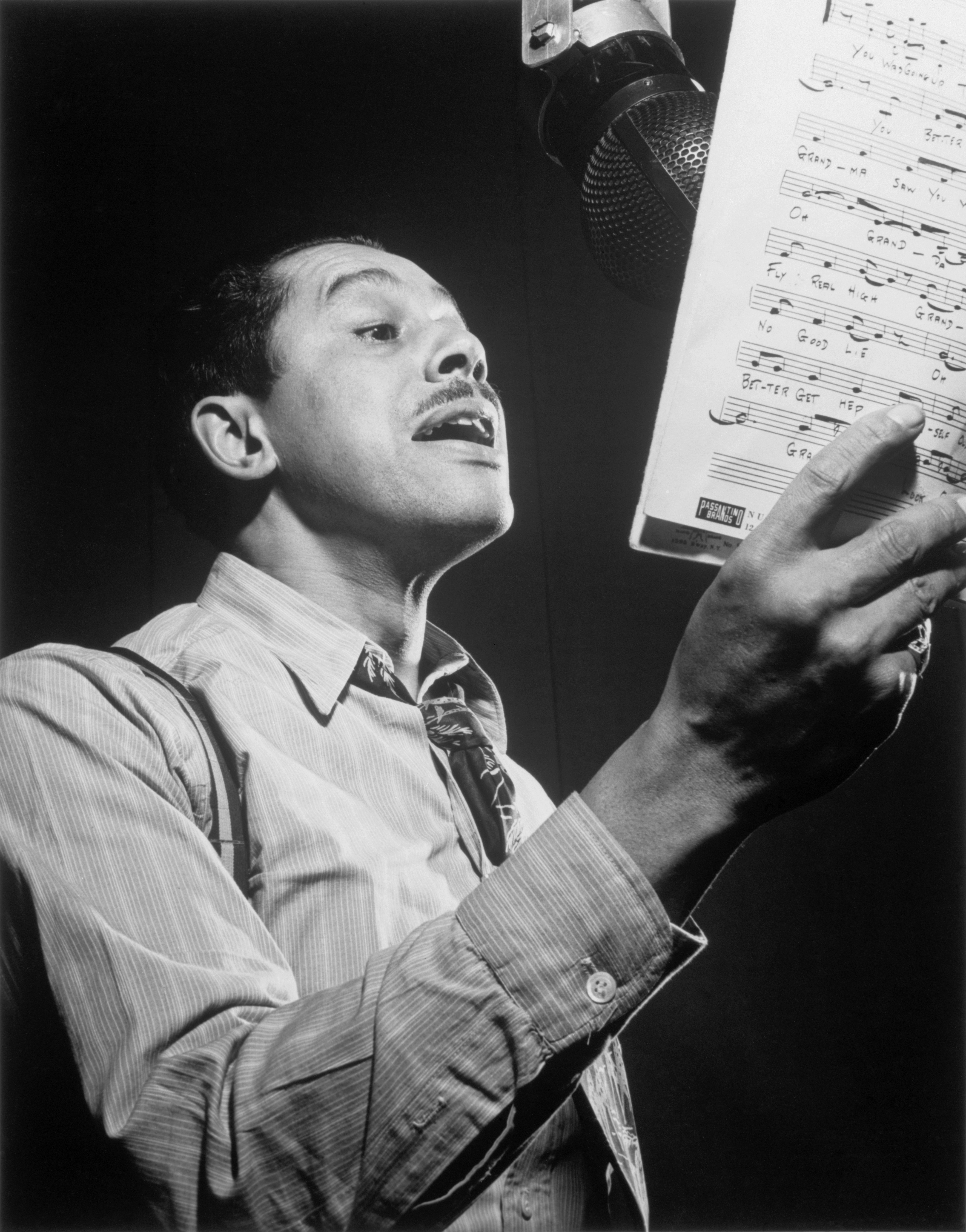
Cab Calloway; * 25. Dezember

- 25. Dezember: Cab Calloway, US-amerikanischer Jazz-Sänger, Saxophonist und Bandleader († 1994)
- 26. Dezember: Frank D’Annolfo, US-amerikanischer Jazzmusiker der Swingära († 2003)
- 26. Dezember: Kornel Schimpl, tschechischer Dirigent, Musikpädagoge und Komponist († 1985)
- 27. Dezember: Willem van Otterloo, niederländischer Dirigent, Cellist und Komponist († 1978)
- 28. Dezember: Nicolae Brânzeu, rumänischer Komponist und Dirigent († 1983)
- 28. Dezember: Roman Palester, polnischer Komponist († 1989)
- 30. Dezember: Jozef Grešák, slowakischer Komponist, Pianist und Organist († 1987)
- 31. Dezember: Leslie Chabay, ungarischer Opern-, Oratorien- und Konzertsänger sowie Hochschullehrer († 1989)

### Genaues Geburtsdatum unbekannt
- Cora Santa Cruz, chilenische Sängerin, Pianistin und Schauspielerin († 2005)
- Fred Dömpke, deutscher Jazzgitarrist und Bandoneonspieler († 1985)
- Franz Hauschild, deutscher Journalist und Musikwissenschaftler († 1996)

## Gestorben

### Todesdatum gesichert
- 03. Januar: Josef Foerster, böhmischer Komponist (* 1833)
- 09. Januar: Pauline Savari, französische Künstlerin und Feministin (* 1859)

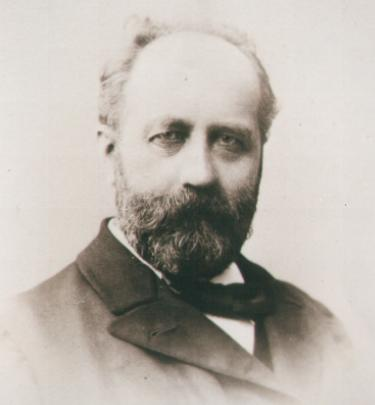
Anton Urspruch; † 11. Januar

- 11. Januar: Anton Urspruch, deutscher Komponist der Spätromantik (* 1850)
- 14. Januar: Hans Schmitt, österreichischer Klavierpädagoge, Pianist und Komponist (* 1835)
- 14. Januar: Henry Squires, US-amerikanischer Sänger (* 1825)
- 19. Januar: Beniamino Cesi, italienischer Pianist und Komponist (* 1845)
- 31. Januar: Anton Krause, deutscher Pianist, Dirigent, Komponist und Klavierlehrer (* 1834)
- 04. Februar: Paul Adam, deutscher Zitherspieler, Instrumentallehrer, Dirigent und Komponist (* 1856)
- 17. März: Ernesto Köhler, italienischer Flötist und Komponist (* 1849)
- 17. März: Paolo Serrao, italienischer Komponist und Musikpädagoge (* 1830)
- 03. April: Désirée Artôt de Padilla, belgische Opernsängerin (* 1835)
- 24. April: Patápio Silva, brasilianischer Flötist und Komponist (* 1880)
- 24. Mai: Zacharie Astruc, französischer Kunstkritiker, Journalist, Dichter, Komponist, Maler und Bildhauer (* 1835)
- 27. Mai: Eduard Richter, deutscher Opernsänger (* 1834)
- 28. Mai: Valdemar Tofte, dänischer Geiger und Musikpädagoge (* 1832)
- 08. Juni: Robert Browne Hall, US-amerikanischer Komponist, Dirigent und Kornettist (* 1858)

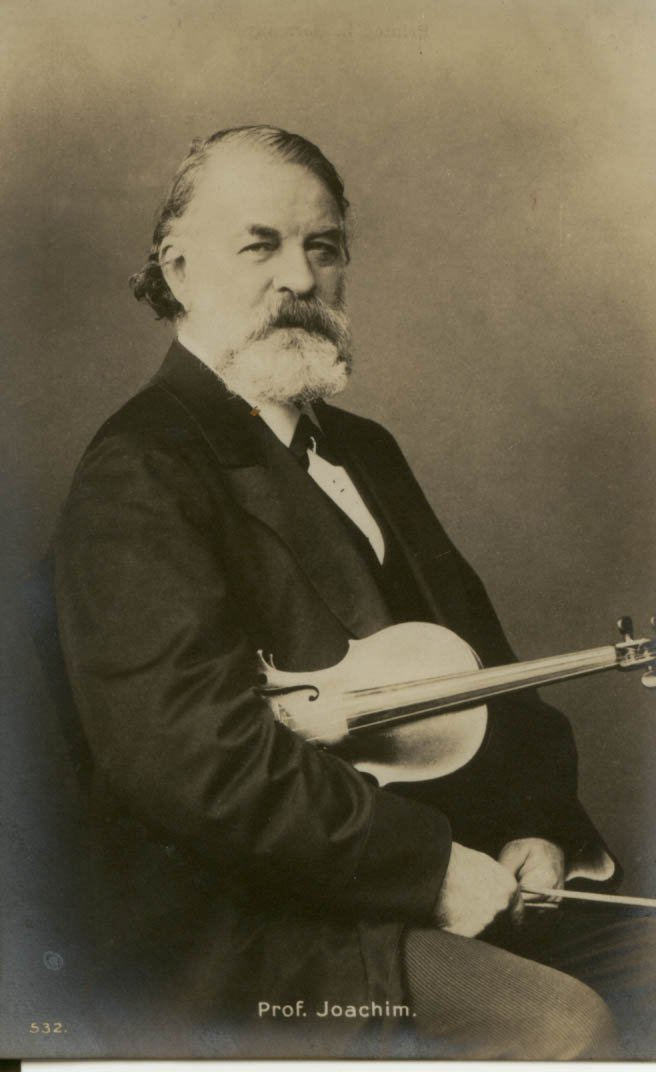
Joseph Joachim; † 15. August

- 14. Juni: Ewald Georg Abel, US-amerikanischer Geiger, Konzertmeister und Komponist deutscher Herkunft (* 1872)
- 07. Juli: Annie Louisa Walker, britische Lehrerin, Kirchenlieddichterin und Autorin (* 1836)
- 23. Juli: Antonin Marmontel, französischer Komponist, Pianist und Musikpädagoge (* 1850)
- 14. August: Anacleto de Medeiros, brasilianischer Musiker und Komponist (* 1866)
- 15. August: Joseph Joachim, ungarischer Violinist, Dirigent und Komponist (* 1831)
- 04. September: Edvard Grieg, norwegischer Komponist (* 1843)
- 17. September: Ignaz Brüll, österreichischer Komponist und Pianist (* 1846)
- 09. Oktober: Romualdo Marenco, italienischer Musiker und Komponist (* 1841)
- 15. November: Josef Weikert, böhmischer Kirchenmusiker und Komponist (* 1837)
- 25. November: Christina Petronella Achenbach, niederländische Konzertsängerin (* 1816)
- 28. November: Ricardo Castro Herrera, mexikanischer Pianist und Komponist (* 1864)
- 06. Dezember: Hilda Thegerström, schwedische Pianistin, Komponistin und Musikpädagogin (* 1838)

### Genaues Todesdatum unbekannt
- Adam Hamilton, englischer Organist, Dirigent, Bratschist und Komponist (* 1820)

### Gestorben nach 1907
- Marie Deppe, deutsche Opern- und Konzertsängerin (* 1868)